# دانشگاه مک‌گیل
دانشگاه مک‌گیل یک دانشگاه تحقیقاتی دولتی در شهر مونترآل واقع در استان کِبک کانادا است که در سال ۱۸۲۱ میلادی تأسیس شده‌است. مک‌گیل یکی از قدیمی‌ترین دانشگاه‌های کانادا است که در دورهٔ حکومت مستعمراتی بریتانیا، در ۴۶ سال پیش از تأسیس کشور کانادا افتتاح شد.

## بنیانگذار دانشگاه
این دانشگاه نام جیمز مک‌گیل تاجر معروف اسکاتلندی را بر خود دارد. جیمز مک گیل در هشتم ژانویه ۱۸۱۱ میلادی، دو سال پیش از مرگ خود، وصیت کرد که ملک او، به مساحت چهل و شش هکتار با خانه‌های اطراف آن، در شهر مونترال به مؤسسهٔ آموزشی و تحقیقی تبدیل شود. این مؤسسه بعدها به نام دانشگاه مک‌گیل شهرت یافت.

## رشته‌های تحصیلی
این دانشگاه، با داشتن ۲۱ دانشکده و مؤسسهٔ تکنولوژی، دانشگاه مک گیل بیش از ۳۰۰ رشتهٔ تحصیلی از جمله پزشکی و حقوق را دارا می‌باشد.
پردیس اصلی این دانشگاه در مساحتی به اندازهٔ ۳۲ هکتار (۸۰ جریب) در پای کوه سلطنتی در مرکز شهر مونترال قرار گرفته‌است. پردیس دوم، پردیس Macdonald با مساحتی به اندازهٔ ۶٫۵ کیلومتر مربع (۱۶۰۰ هکتار) در مزارع و زمین‌های جنگلی در Sainte-Anne-de-Bellevue، در ۳۰ کیلومتری غربی محوطه دانشگاه در مرکز شهر است. اگر چه زبان آموزش، زبان انگلیسی است، اما دانش‌جویان حق دارند برای ارسال هر گونه تکلیف نمره‌ای از زبان انگلیسی یا زبان فرانسه استفاده کنند، به جز زمانی که یادگیری یک زبان مشخص منظور و هدف است. بیش از ۳۴۰۰۰ دانشجو در مک گیل تحصیل می‌کنند که حدود یک‌پنجم آنان را دانشجویان خارجی تشکیل می‌دهند.

## دانشکده‌ها
دانشکده‌های دانشگاه مک‌گیل عبارتند از:
- دانشکده علوم کشاورزی و محیط زیست
- دانشکده هنر
- دانشکده مطالعات مستمر
- دانشکده دندانپزشکی
- دانشکده آموزش
- دانشکده مهندسی
- مطالعات کارشناسی ارشد و دکتری
- دانشکده حقوق
- دانشکده مدیریت دیزادل (Desautels)
- دانشکده پزشکی
- دانشکده موسیقی شولیک (Schulich)
- دانشکده علوم

## پردیس

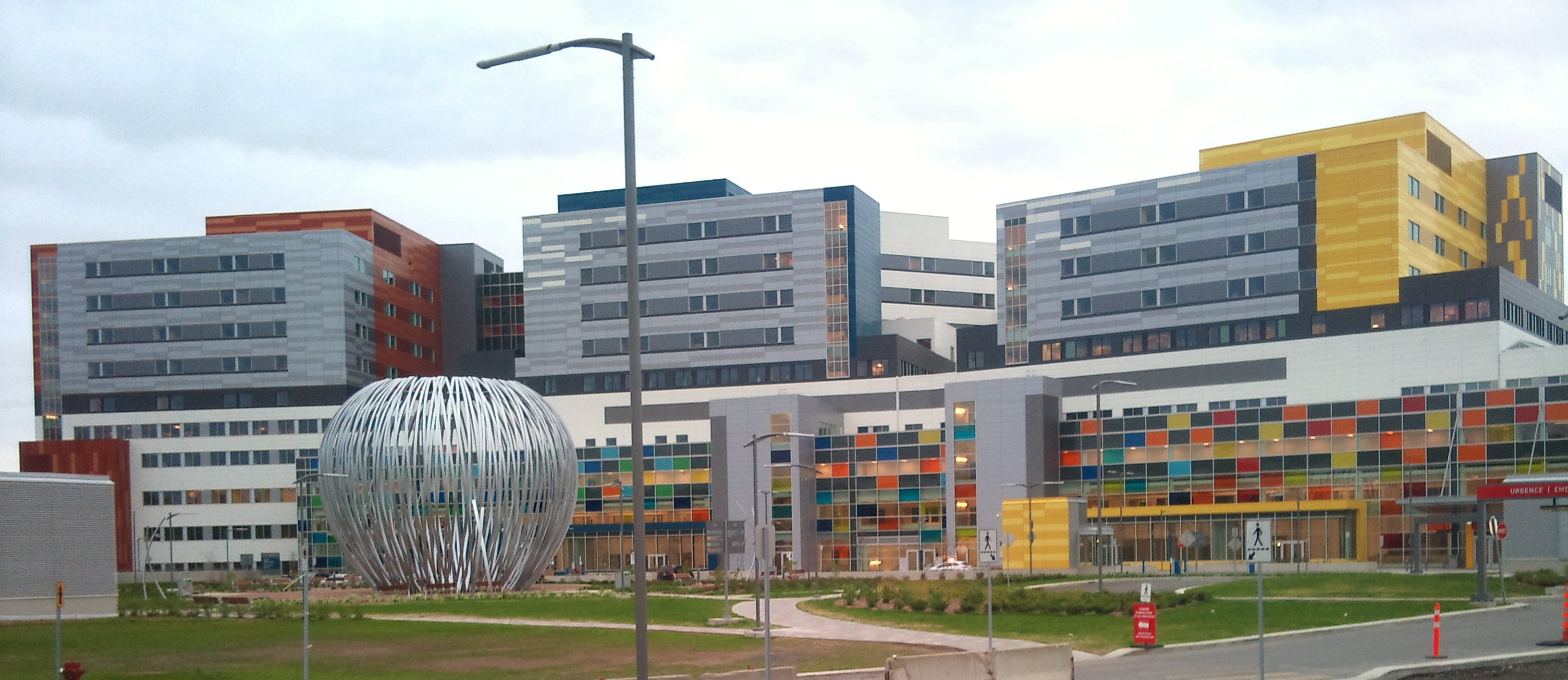
فوق بیمارستان مرکز بهداشت دانشگاه مک گیل (MUHC) در سایت گلن در مونترال، کبک، کانادا. برای استفاده تا زمانی که تصویر بهتری به وجود بیاید.

### پردیس مرکز شهر
پردیس اصلی دانشگاه مک‌گیل واقع در مرکز شهر مونترال در دامنه کوه رویال واقع شده‌است. این پردیس در نزدیکی ایستگاه‌های مترو Peel و McGill قرار دارد.

### پردیس مک‌دونالد
دومین پردیس دانشگاه مک‌گیل، پردیس مک‌دونالد در شهر سنت آن دوبلیو واقع شده‌است که دانشکدهٔ علوم کشاورزی و محیط زیست، دانشکدهٔ تغذیه و رژیم غذایی، مؤسسهٔ انگل‌شناسی و دانشکدهٔ محیط زیست مک‌گیل در آن قرار دارد.

## رتبه دانشگاه
با داشتن بیش از ۲۰۰ هزار دانش‌آموخته و استاد در سرتاسر دنیا مک‌گیل یکی از شناخته‌شده‌ترین دانشگاه‌ها در زمینه‌های مختلف علوم است. به‌عنوان نمونه می‌توان به یازده برندهٔ جایزهٔ نوبل، دو نخست‌وزیر، سه فضانورد، چهار قاضی دادگاه عالی کانادا، سه رهبر کشورهای خارجی، نه برندهٔ جایزهٔ آکادمی، سه برندهٔ جایزه پولیتزر، و بیست و پنج مدالیست بازی‌های المپیک نام برد.
در رتبه‌بندی مؤسسهٔ QS در سال ۲۰۲۳ دانشگاه مک گیل در رتبهٔ ۳۱ دانشگاه‌های جهان و اول کانادا، بالاتر از دانشگاه تورنتو قرار گرفته‌است. براساس رتبه‌بندی تایمز در سال ۲۰۲۳ این دانشگاه در رده ۴۶ دانشگاه‌های جهان قرار دارد.

## نگارخانه

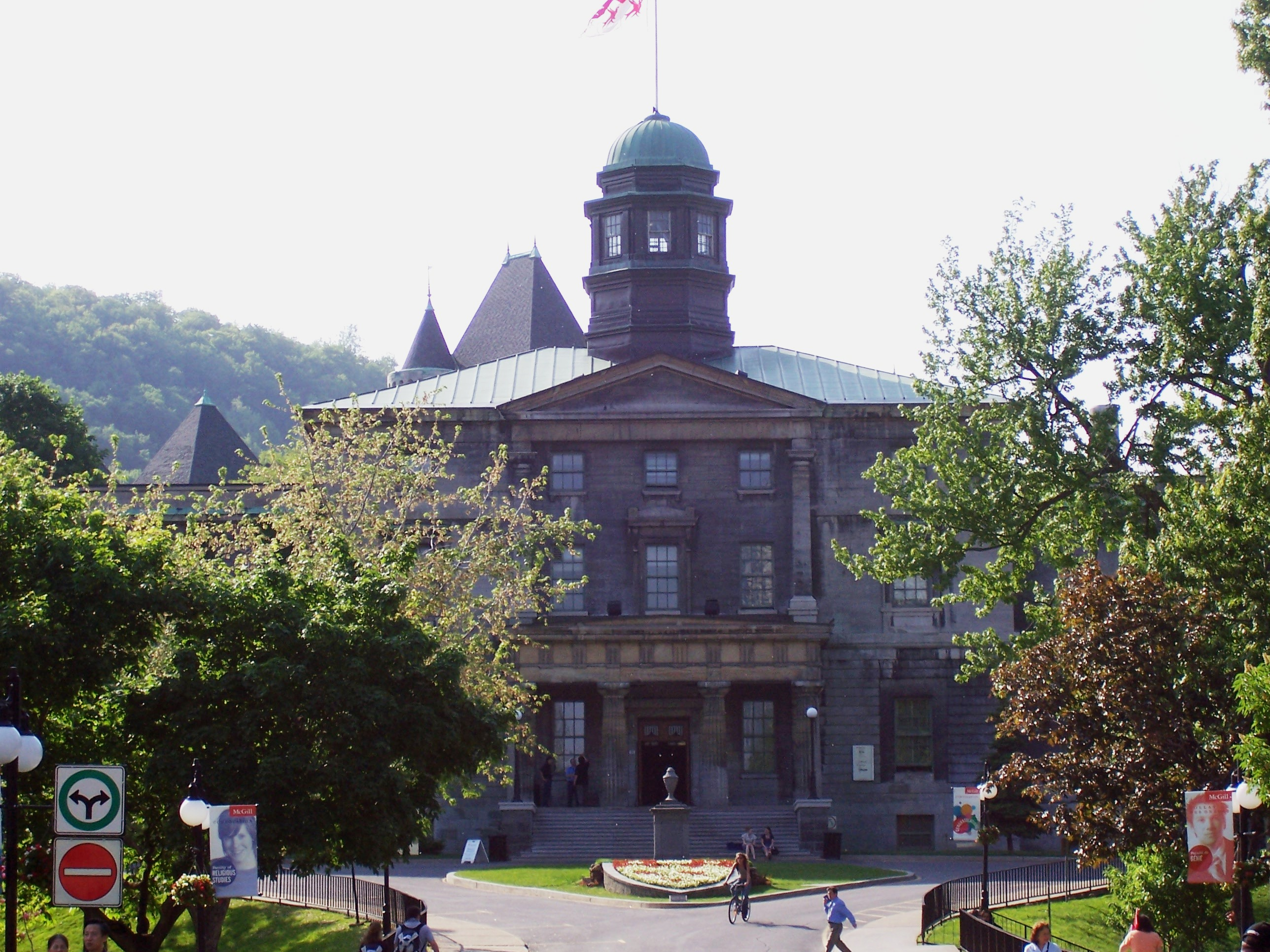
ساختمان هنر دانشگاه مک‌گیل، (قدیمی‌ترین ساختمان این دانشگاه)
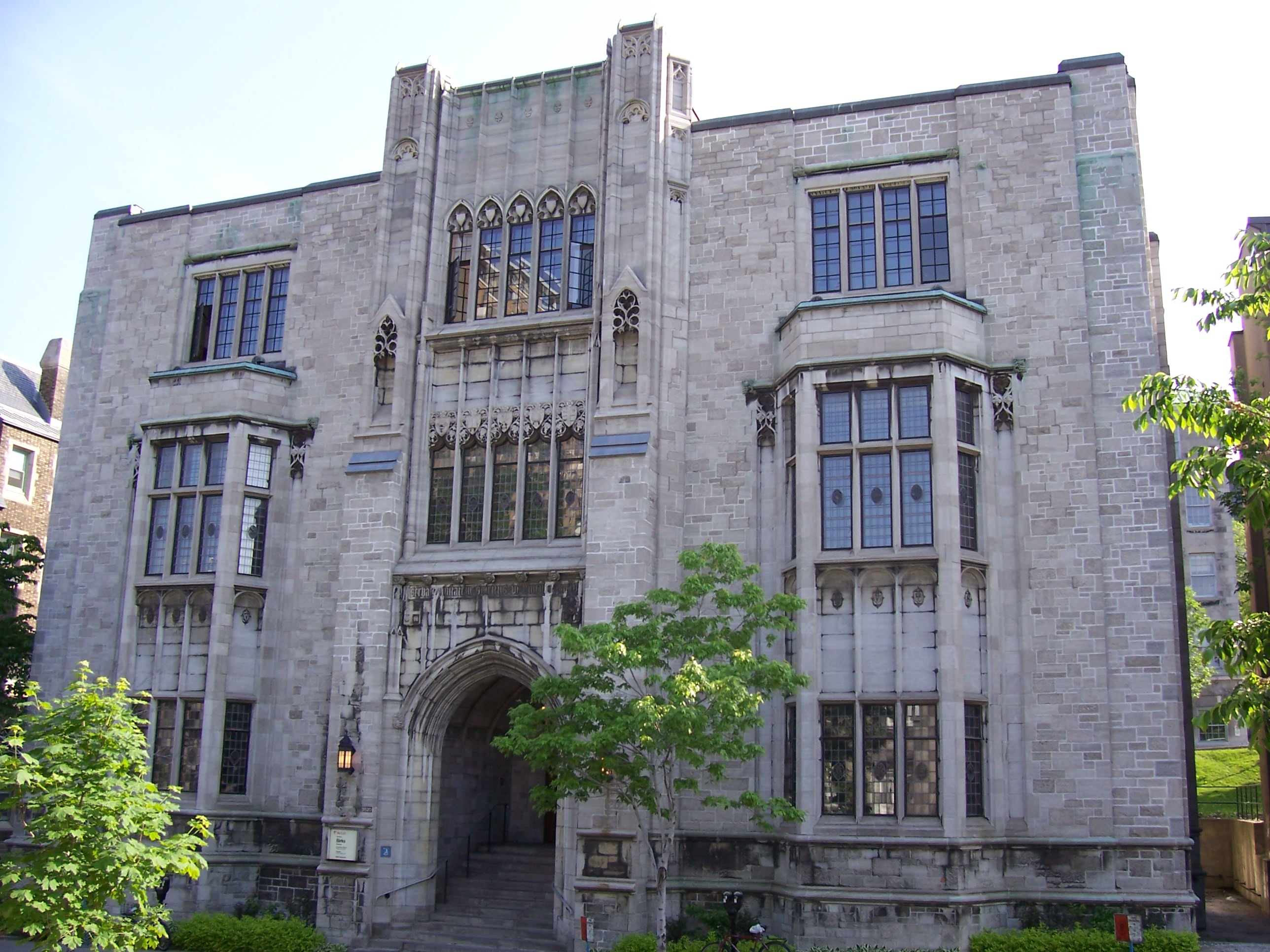
نمای گوتیک دانشگاهی دانشکده مطالعات دینی.
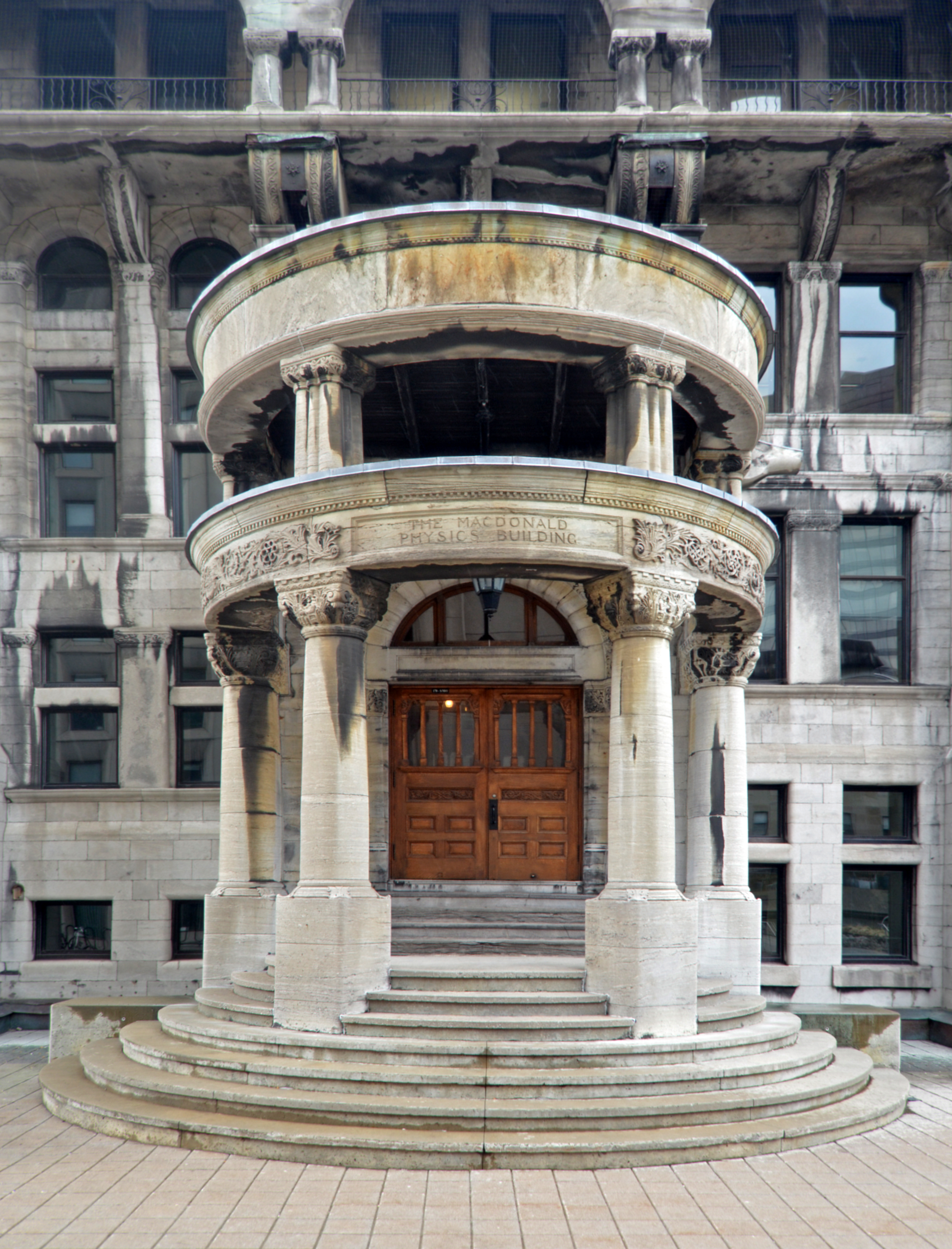
ورودی قدیمی ساختمان مکدونالد فیزیک
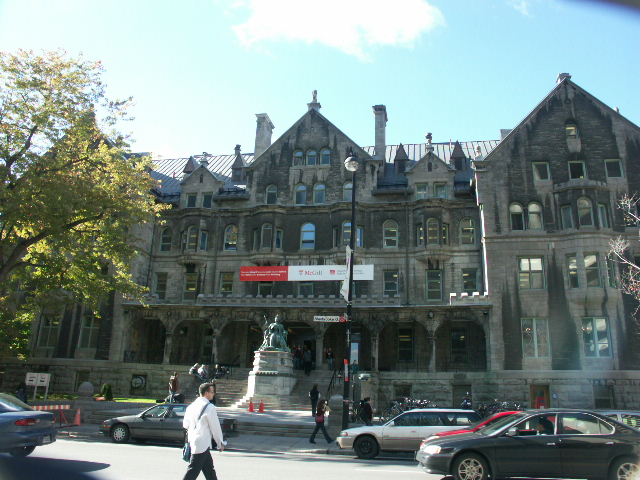
ساختمان موسیقی Strathcona، کالج سلطنتی ویکتوریا سابق.
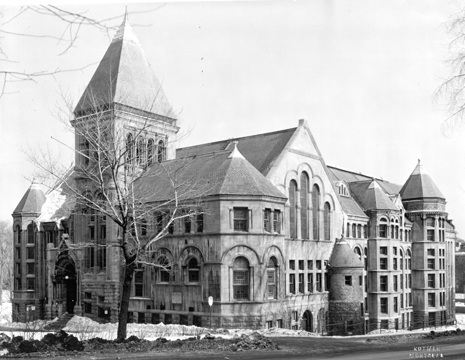
کتابخانه ردپات، و نمونه ای از رومانسک ریچاردسونی.
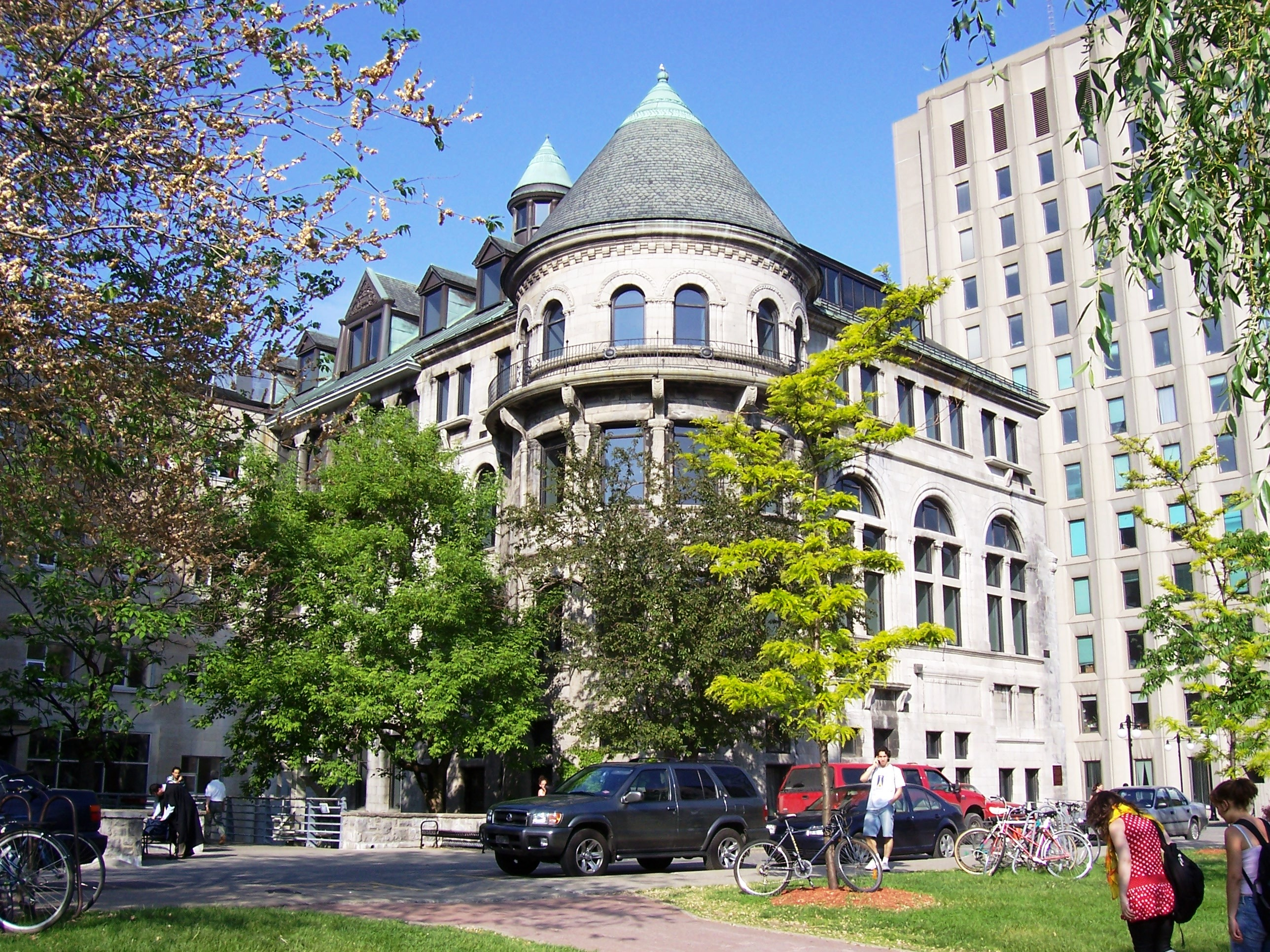
ساختمان کتابخانه استوارت کتابخانه علوم و مهندسی شولیچ را در خود جای داده‌است.